# Forests subtropicals sempreverdes de Jiang Nan
Els boscos de fulla perenne subtropical de Jiangnan són una ecoregió terrestre de la província ecològica indoxinesa de l'ecozona oriental segons la tipologia del Fons Natural Mundial (WWF). Biològicament, l'ecoregió pertany als boscos de fullatge humit tropical i subtropical de Jiangnan, al sud-est de la Xina. L'ecoregió forma part d'una regió global 200, les "zones humides del sud-est xinès i d'Hainan".
La superfície de l'ecoregió és d'uns 662 290 quilòmetre quadrats.

## Flora
Els boscos de la serralada de Nanling són dominats per Castanopsis spp. i altres membres de les fagàcies (Quercus spp., Cyclobalanopsis spp.) associades amb lauràcies com ara Schima spp., i diversos llorers com a associacions importants. Aquesta combinació de roure, llorer i Schima spp. identifica aquest bosc amb els d'altres regions de l'Àsia subtropical muntanyosa molt estès des de l'oest de Taiwan fins als contraforts de l'Himàlaia del Nepal. Les parts més seques són dominades per roures. Els boscos de pedra calcària estan per sota dels 1.000 m i admeten bosc quasi caducifoli dominat per Cyclobalanopsis glauca, Cinnamomum calcarea, Ulmus parvifolia, Bridelia fordii i Celtis spp. en llocs humits i Canthium dicoccum, Cornus fordii i Sapium rotundifolium en llocs més secs amb sòls poc profunds.

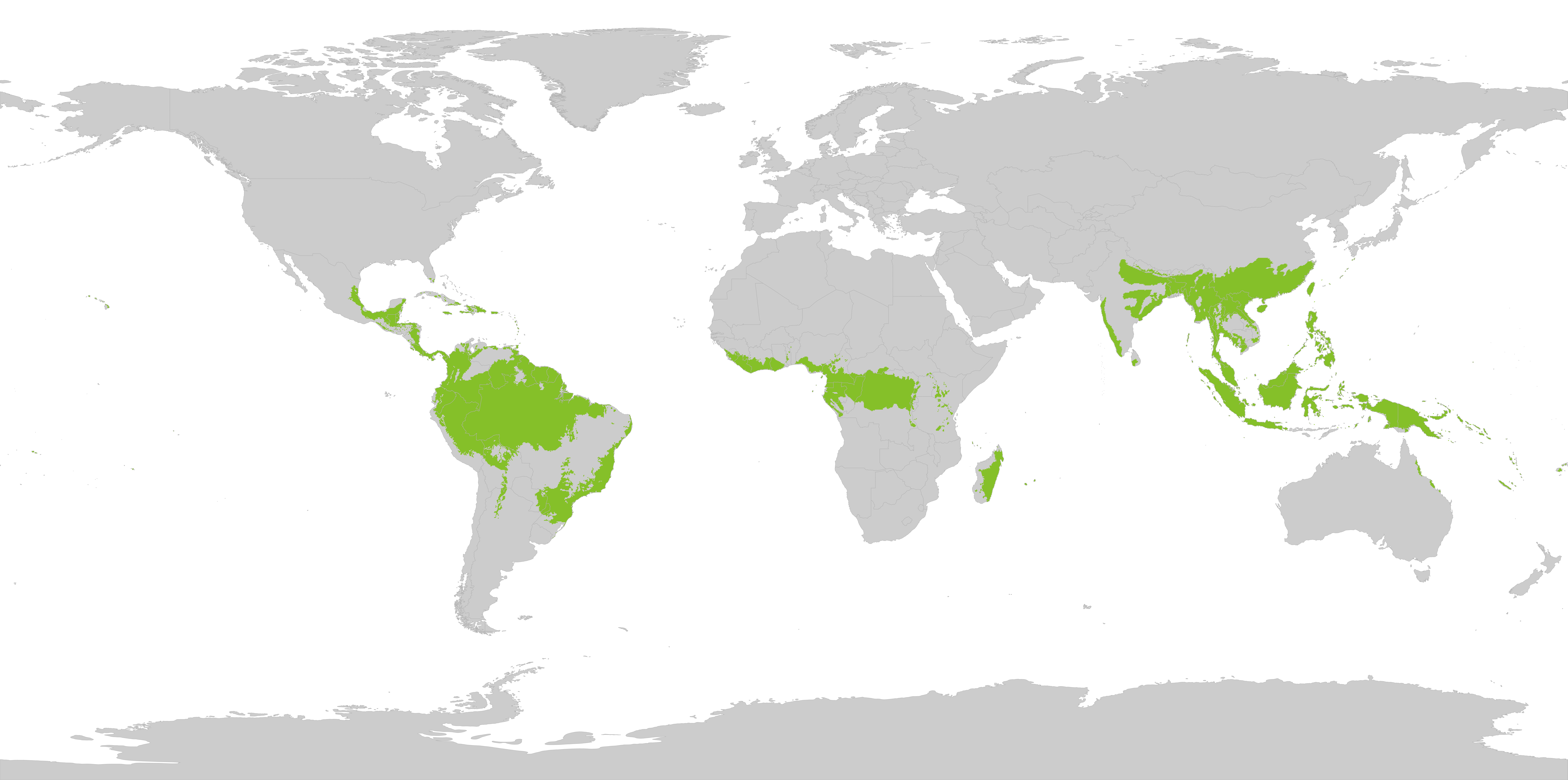
Ubicació dels boscos humits tropicals del món, entre els quals hi ha aquesta ecoregió

Els boscos del sud-oest de Guangzhou són típics d'aquesta ecoregió. Aquí la composició de la vegetació boscosa dels turons de gres i esquistos és molt diferent de la de l'arbrat als turons de pedra calcària, tot i que tots dos comparteixen les espècies arbòries dominants Eberhardtia aurata, Hopea chinensis i Saraca chinensis. Com que no són aptes per al cultiu, els turons de pedra calcària admeten els boscos estacionals més amplis, incloent espècies endèmiques com la Parashorea chinensis i altres membres de la família del dípterocarp tropical.
Els boscos subtropicals de les terres baixes són gairebé destruïts. Les espècies arbòries dominants inclouen les fagàcies (Castanopsis spp., Cyclobalanopsis spp., Fagus spp.), La farigola (Shima spp., Camellia spp.) i el llorer (Phoebe spp., Persea spp., Cinnamomum spp.) i el sobresortint Cryptocaria chinensis), l'escorça de la qual produeix oli volàtil valuós.

## Fauna
A Guangzhou i a l'ecoregió es troben diverses espècies de mamífers protegits amb zones restringides. Cal destacar: Presbytis leucocephalus, P. francoisi (cercopitecs) i Naemorhedus sumatraensis (cabres). Manis pentadactyla és relativament abundant en la regió.
Alguns ocells protegits inclouen un tragopan de Cabot (Tragopan caboti) i una cigonya negra (Ciconia nigra). També s'enumeren diversos amfibis i rèptils, incloent la salamandra gegant xinesa (Megalobatrachus davidiana) i la tortuga verda (Chelonia mydas).
L'ecoregió és rica en aus. Les zones especials de l'ecoregió solen comprendre 400 espècies o més. Els ocells pardals migratoris poden hivernar als boscos subtropicals o vagar per la zona per hivernar al sud-est asiàtic tropical. L'oriol granatós (Oriolus traillii) és una espècie amb un abast limitat que visita les pistes boscoses a l'estiu. Els rius i llacs (actualment menys extensos) proporcionen un hàbitat d'hivern adient per a moltes aus aquàtiques.

## Conservació
La quantitat d'espècies amenaçades segons un estudi publicat en 2010 en són 95. El percentatge de superfície de l'ecoregió que posseeix alguna protecció legal és del 5,1%. L'estat de conservació de l'ecoregió en general és "Crític-En perill" segons l'escala establerta per la WWF. El grau de transformació geogràfica del medi per l'activitat humana s'estima en el 12,2 per cent.